# Saint-Amand-de-Vergt
 Saint-Amand-de-Vergt  (en occitano Sench Amand de Vern) es una población y comuna francesa, situada en la región de Aquitania, departamento de Dordoña, en el distrito de Périgueux y cantón de Vergt.

## Demografía
| 246 | 235 | 207 | 176 | 173 | 199 |
| Para los censos de 1962 a 1999 la población legal corresponde a la población sin duplicidades (Fuente: INSEE [Consultar]) |     |     |     |     |     |